# Río Mosco
El río Mosco es un curso natural de agua que nace a 20 km al este de la Villa O'Higgins y fluye hacia el poniente hasta desembocar en el extremo norte brazo nororiente del lago O'Higgins en la Región de Aysén del General Carlos Ibáñez del Campo, al noreste de Campo de Hielo Sur, en Chile. 

## Trayecto
El río nace sobre el límite internacional de la Región de Aysén, de los glaciares Mosco y Huemul, que forman el parque glaciar Mosco. Desemboca casi conjuntamente con el río Mayer a 500 m de la Villa O'Higgins. El plan de manejo de la cuenca del río lo considera un afluente izquierdo del Mayer con desembocadura 2 km antes del lago O'Higgins. Su longitud es de 19 km y tiene tres tributarios: los ríos Claro, Turbio y Sangra.: 19 

## Caudal y régimen
El manual de manejo del MBN lo considera de régimen mixto.: 19 

## Población, economía y ecología
En 2023 existe el bien nacional protegido Río Mosco a 2 km de Villa O'Higgins con la finalidad de la protección del huemul.
SERNATUR lo describe como:: 143 
Desemboca en el lago O'HIGGINS a unos 500 m. de la villa. Este río posee una pequeña cuenca rodeada de vegetación nativa. Nace de dos ventisqueros a unos 17 km. de villa O'HIGGINS, los que son accesibles en verano mediante excusiones de trekking. La cuenca del río posee características escénicas y ambientales extraordinarias para el desarrollo de una serie de actividades de ecoturismo y turismo de aventura.